# 2008 год в театре
2008 год в театре

## События
- 7 мая, Москва — Фернандо Алонсо[англ.], Жан-Кристоф Майо[англ.], Тамара Рохо, Сильвия Аццони[англ.], Марсело Гомес и Карлос Акоста стали лауреатами премии «Бенуа танца».
- 14 ноября — состоялось открытие нового здания Тюменского драматического театра на площади 400-летия Тюмени.

### Премьеры
- «Пионовая беседка», балет хореографа Фей Бо по одноимённой пьесе[англ.] Тан Сяньцзу (1598), костюмы Эми Вада[англ.], Китайский национальный балет, Пекин.
- 3 июля — «Пламя Парижа», балет Алексея Ратманского с использованием фрагментов спектакля Василия Вайнонена (1932), Большой театр.

### Фестивали и конкурсы

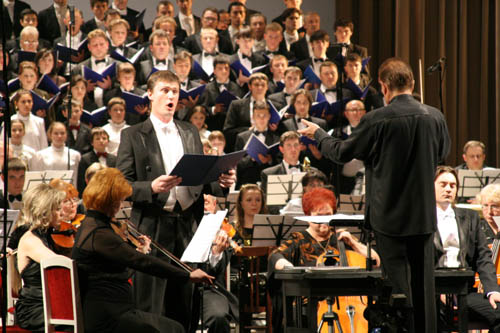
Исполнение симфонического Евангелия Алемдара Караманова, «совершишася» на Собиновском фестивале

- февраль — III фестиваль «Музыкальное сердце театра», Москва;
- 22—25 февраля — Международный молодёжный фестиваль коротких экспериментальных спектаклей «Нитка», Калининград;
- 13—23 марта — VIII Международный фестиваль балета «Мариинский», Санкт-Петербург, Мариинский театр;
- 18 мая — открытие XXI «Собиновского фестиваля», Саратов;
- май — VIII Международный театральный фестиваль, Квебек;
- ? — Международный фестиваль кукольных театров, Минск;
- ? — VI открытый театральный фестиваль-конкурс «Золотой Конёк», Тюмень.

## Деятели театра

### Скончались
- 2 января — Сос Сосян, армянский и советский актёр театра и кино, народный артист Грузинской ССР (1984).
- 3 января — Александр Абдулов, актёр театра и кино, народный артист России.
- 6 января — Леонид Тарабаринов, актёр театра и кино, театральный педагог, народный артист СССР.
- 23 января — Огненка Миличевич, сербский и югославский театральный деятель.
- 26 января — Игорь Дмитриев, актёр театра и кино, народный артист СССР.
- 9 февраля — Борис Голубовский, театральный режиссёр и педагог.
- 16 февраля — Борис Хмельницкий, актёр театра и кино, народный артист России.
- 25 февраля — Владимир Трошин, актёр театра и кино, певец, народный артист РСФСР.
- 2 марта — Софико Чиаурели, актриса театра и кино, народная артистка Грузинской и Армянской ССР.
- 12 марта — Овидиу Юлиу Молдован, румынский актёр театра, кино, радио и телевидения.
- 19 марта — Пол Скофилд, английский актёр, директор Королевской шекспировской компании и Национального театра.
- 7 апреля — Андрей Толубеев, актёр театра и кино, народный артист России.
- 11 апреля - Римма Быкова, актриса театра и кино, народная артистка России.
- 10 мая — Борис Сморчков, актёр театра и кино.
- 20 мая — Виктор Борцов, актёр театра и кино, народный артист РСФСР (1989).
- 25 июня
  - Алла Казанская, актриса театра и кино, театральный педагог, народная артистка РСФСР.
  - Тамара Краснюк-Яблокова, актриса, народная артистка России (1992).
- 28 июня — Ирина Баронова, артистка балета и педагог, одна из трёх «бэби-балерин» «Русского балета Монте-Карло»[1].
- 6 июля — Нонна Мордюкова, актриса театра и кино, народная артистка СССР.
- 25 июля — Михаил Пуговкин, советский и российский актёр театра и кино, народный артист СССР.
- 19 августа — Альгимантас Масюлис, актёр театра и кино, народный артист Литовской ССР.
- 3 сентября — Михаил Докин, актёр театра и кино, заслуженный артист России (2005).
- 25 октября — Муслим Магомаев, оперный и эстрадный певец (баритон), народный артист СССР.
- 28 октября – Дина Коча, румынская актриса.
- 20 декабря — Ольга Лепешинская, артистка балета и педагог, прима-балерина Большого театра.